# The Demencials
The Demencials és un grup de música punk rock format a la ciutat de Vic l'any 2006.

## Discografia
- 2009: Per tu... (maqueta)
- 2012: La gran família
- 2014: Ferro vell (EP)
- 2015: Declivi (EP)
- 2018: 10.000 moments[2]